# .ht
.ht為海地國家及地區頂級域（ccTLD）的域名，於1997年3月6日啟用。該域名沒有任何註冊限制，任何人都可以直接註冊二級域名。海地有些網站使用該域名。

## 外部連結
- IANA .ht whois information（页面存档备份，存于）
- .ht domain registration website
- Domain Hacks Suggest（页面存档备份，存于）